# Влоцлавек
Влоцла́век (пол. Włocławek; лат. Vladislavia) — місто в центральній Польщі над Віслою, адміністративний центр Влоцлавського повіту Куявсько-Поморського воєводства. Через місто протікає річка Вісла. Тут розташована курія Влоцлавської дієцезії.

## Географія
Розташоване на території Плоцької котловини (пол. Kotlina Płocka), в південно-східній частині Куявсько-Поморського воєводства.

## Історія
У давнину на його місці було розташоване поселення Лужицької культури. Місто засновано в кінці X століття.
На початку XIX ст. у місті було 188 домів, з яких 8 муровані, 50 — з «пруського муру», решта — дерев'яні. Наприкінці XIX ст. в місті діяли, зокрема, дві фабрики фаянсових виробів, три фабрики сільськогосподарських знарядь, дві великі фабрики цикорію, дистилярня, броварня, дві парові цегельні, паровий млин, оліярня тощо.
За часів російської окупації Польщі місто було повітовим центром. У 1975—1998 роках місто було центром Влоцлавського воєводства.

## Демографія
Демографічна структура станом на 31 березня 2011 року:
|          | Загалом | Допрацездатний вік | Працездатний вік | Постпрацездатний вік |
| -------- | ------- | ------------------ | ---------------- | -------------------- |
| Чоловіки | 55166   | 10127              | 39189            | 5850                 |
| Жінки    | 61617   | 9658               | 37004            | 14955                |
| Разом    | 116783  | 19785              | 76193            | 20805                |

1789 року тут мешкали тільки 1325 осіб, на початку XIX ст. у місті не проживали євреї. 1890 — 20135 осіб (з них 12017 постійних, 8118 — тимчасових), 1894 — 22776.

## Пам'ятки

### Втрачені
- Костел святого Войцеха
- Костел святого Станіслава, обидва — дерев'яні[5]

### Наявні
- Базиліка Внебовзяття Пресвятої Діви Марії
- Костел святого Віталіса (найдавніший, 1330)
- Костел Усіх Святих і монастир отців реформатів[6]
- Палац єпископів

## Спорт

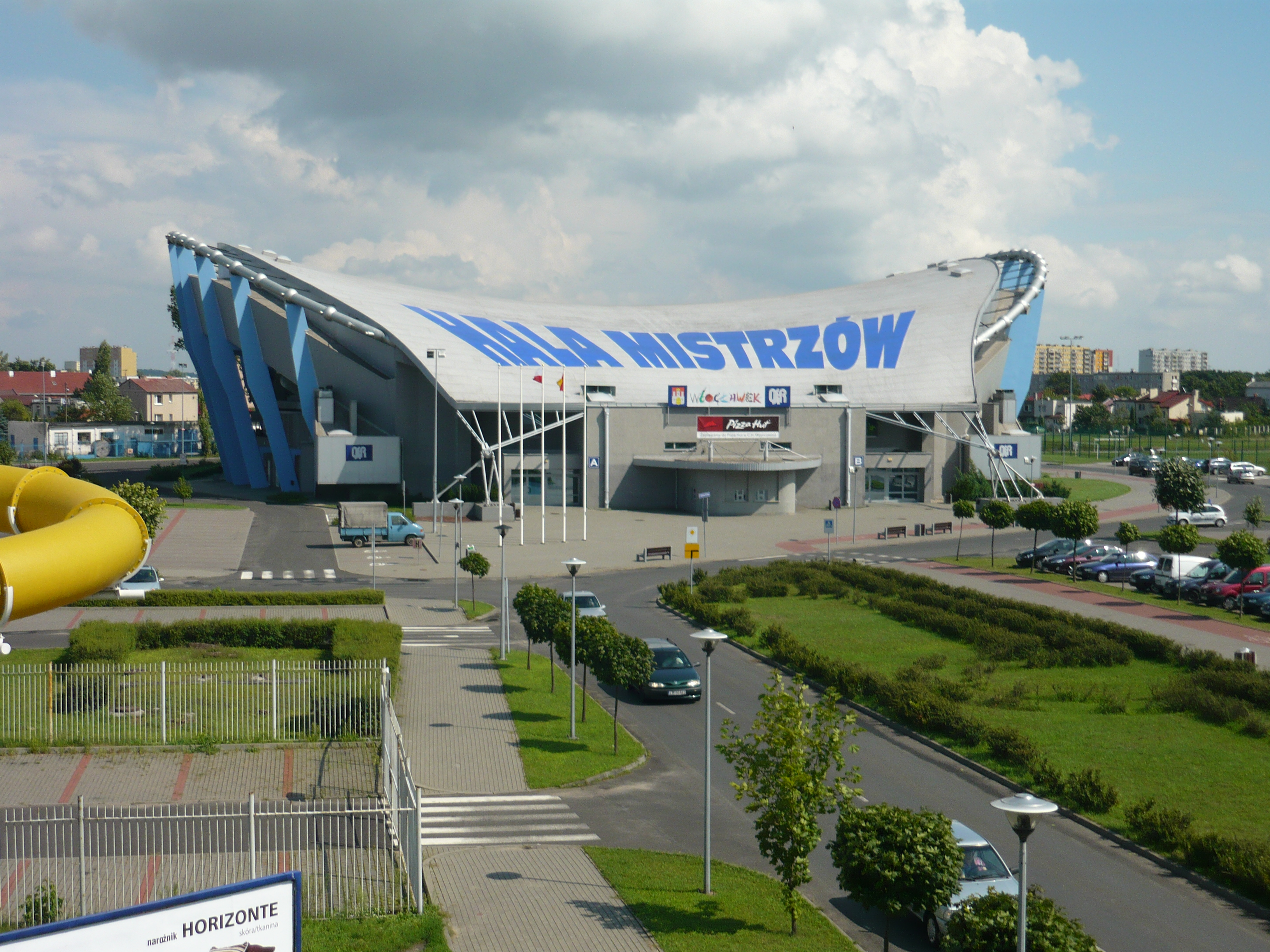
«Hala Mistrzów»

### Команди
- Aeroklub Włocławski — аероклуб, один з найстаріших у Польщі
- Анвіл — професійний баскетбольний клуб
- Włocławskie Towarzystwo Wioślarskie — веслувальний клуб
- WKP Włocłavia Włocławek — футбольний клуб
- WKB Start Włocławek — боксерський клуб

### Споруди
- «Hala Mistrzów» (Зала чемпіонів) — багатофункціональний спортивно-концертний зал, яка може вміщувати від 3750 (стаціонарні) до 4202 (разом з додатковими) глядачів.
- Є три футбольні стадіони («OSiR», «Włocłavia», «Przylesie»)

## Відомі люди

### Народилось
- Лешек Бальцерович — польський економіст і політик, представник монетаризму.
- Матильда Бачинська — польська акторка театру та кіно.
- Денікін Антон Іванович (1872—1947) — генерал-лейтенант, один із лідерів Білого руху.
- Єжи Енгель — польський футболіст і футбольний тренер
- Леон Мархлевський — польський хімік і педагог.
- Аарон Мегед (1920—2016) — єврейський письменник і драматург.
- Ян Нагурський (1888—1976) — польський льотчик.
- Марсель Райх-Раніцкі (1920—2013) — німецький літературний критик та публіцист.

### Пов'язані з містом
- Віт Ствош — автор надгробка куявського єпископа Пйотра з Бніна Мошинського в місцевій базиліці[7]

### Поховані
- Павел Волуцький — Латинський єпископ Кам'янця-Подільського та Луцька.[8]
- Мацей Пстроконський — Перемиський єпископ РКЦ, в катедральному храмі.[9]

## Міста-побратими
- Могильов, Білорусь
- Бедфорд, Велика Британія
- Ізмаїл, Україна
- Хмельницький, Україна
- Сент-Авольд, Франція